# Geller Móric
Geller Móric (Szinnyei szerint Gellér)  (Bán, Trencsén vármegye, 1825. – Budapest, 1886. október 21.) magyar pedagógus, lapszerkesztő.

## Élete
Tanulmányait szülővárosában, illetve Budapesten végezte, ezután a budapesti ortodox-iskola tanára lett. Mint az iskola igazgatója ment nyugdíjba. Szerkesztette a Neue Jüdische Zeitungot. Halálát kolera okozta. 
Felesége Kraus Regina volt. 

## Művei
- Der praktische Buchhalter, Anleitung die einfache und doppelte Buchhaltung theoretisch und praktisch in 20 Stunden selbst zu erlernen. (Pest, 1873.)
- Talmud-Schatz: Fragmente aus dem babilonischen Talmud. Ein Familienbuch für das jüdische Haus (Budapest, 1880.).